# Joods weeshuis (Den Haag)
Onder de naam Israëlitisch Weeshuis 'Hulp Voor Weezen' (Ezer Jatom) te ’s-Gravenhage is in 1849 het Joods weeshuis in Den Haag opgericht. Het weeshuis heeft bestaan tot vrijdag 5 maart 1943. De instelling is gevestigd geweest aan de Stille Veerkade 20 (1849-1880), aan de Raamstraat 45 (1880-1932) en ten slotte aan de Pletterijstraat 66 (1932-1943).
Op last van de Duitse bezetter werden op 5 maart 1943 alle bewoners, de directeur, de directrice, het personeel en de aanwezige kinderen weggevoerd. Bijna allen zijn omgebracht in Sobibór.

## 1849-1880 Weeshuis Stille Veerkade 20

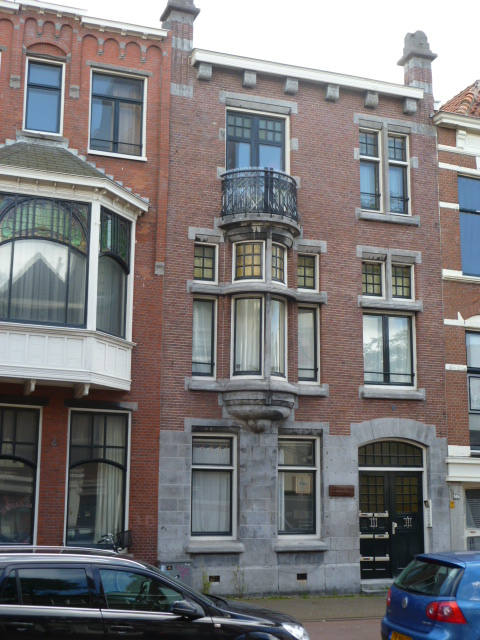
Stille Veerkade 20 voormalig Joods weeshuis (1849-1880)

Voor de komst van een Joods Weeshuis in Den Haag lag de zorg voor Joodse wezen in eerste instantie bij familieleden, die zo nodig financiële bijstand uit de armenkas van de Joodse gemeente kregen.
Joodse wezen konden met het oog op het kasjroet (rituele geschiktheid van het voedsel) niet worden ondergebracht in een van de niet-Joodse weeshuizen in de stad.
Omstreeks 1850 woonden er ongeveer 2500 Joden in Den Haag, merendeels in de straten en steegjes in de Joodse Buurt achter het Spui. Hier sloeg de cholera-epidemie van 1849 hevig toe. Op initiatief van de Haagse opperrabbijn Berisch Samuel Berenstein (1808-1893) kwam op 19 augustus 1849 - kort na de beëindiging van de cholera-epidemie in Den Haag - een commissie bijeen om in navolging van de steden Amsterdam en Rotterdam een weeshuis op te richten.
De commissie stuurde een circulaire rond met een verzoek om financiële steun. De schenkingen waren voldoende om een pand aan de Stille Veerkade 20 aan te kopen dat tot weeshuis werd verbouwd. De officiële ingebruikneming vond plaats op 28 januari 1850.
Koning Willem III schonk een bedrag van ƒ500,-. Dit geld bestemde het bestuur voor de uitbreiding van de slaapzaal.
Het weeshuisbestuur besloot in het weeshuis zowel ouderloze, als vaderloze wezen op te nemen in de leeftijd van vijf tot achttien jaar. Gestart werd met elf weeskinderen. Het aantal verdubbelde al snel, onder meer na de grote cholera-epidemie van 1865.
De weeskinderen droegen speciale kleding, waarmee zij zich onderscheidden van andere weeskinderen in Den Haag.

## 1880-1932 Weeshuis Raamstraat 45

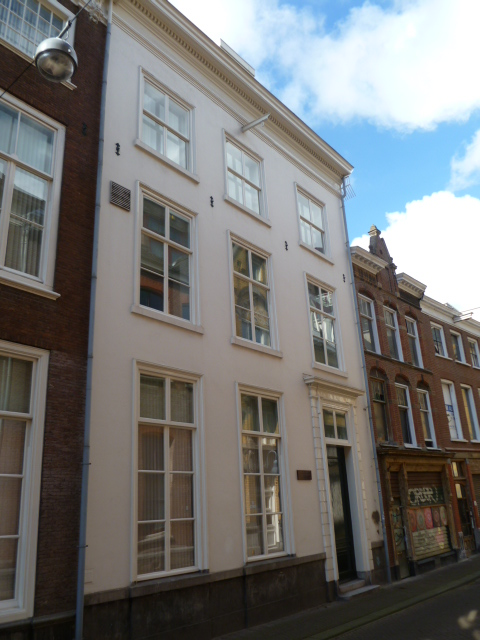
Raamstraat 45 voormalig Joods weeshuis (1880-1932)

Dankzij diverse legaten kon het weeshuis aan de Stille Veerkade zich financieel redden. In 1878 besloot het weeshuisbestuur te verhuizen naar een groter pand aan de Raamstraat 45 waar ongeveer 35 wezen en half-wezen konden worden opgenomen. Op 5 januari 1880 werd het nieuwe gebouw in gebruik genomen. Het weeshuis kreeg verschillende malen bezoek van koningin Emma en haar dochter Wilhelmina. Op 11 juni 1891 boden de weeskinderen tijdens een koninklijk bezoek aan prinses Wilhelmina twee poppen aan in de kleding van de eerste weeskinderen van het weeshuis.
Twintig jaar later was de financiële situatie van het weeshuis drastisch gewijzigd. Het weeshuisbestuur kampte na 1900 voortdurend met financiële problemen. Oud-weeskinderen boden hulp via de in 1922 opgerichte Vereeniging van oud-verpleegden in het Israëlitisch Weeshuis te ’s-Gravenhage. Aan de geldzorgen kwam in 1929 een einde na een groot legaat van de bankier Samuel Edersheim (1856-1917) en zijn echtgenote Carolina Edersheim-Kalker (1857-1928).
In 1921 benoemde het weeshuisbestuur Heiman (Chaim) Ullmann (1886-1943) en zijn echtgenote Zippora Ullmann-Abrahamse (1891-1943) tot directeur en directrice van het Haagse weeshuis. Zij zouden tot hun deportatie in 1943 de leiding over het weeshuis blijven dragen.

## 1932-1943 Weeshuis Pletterijstraat 66

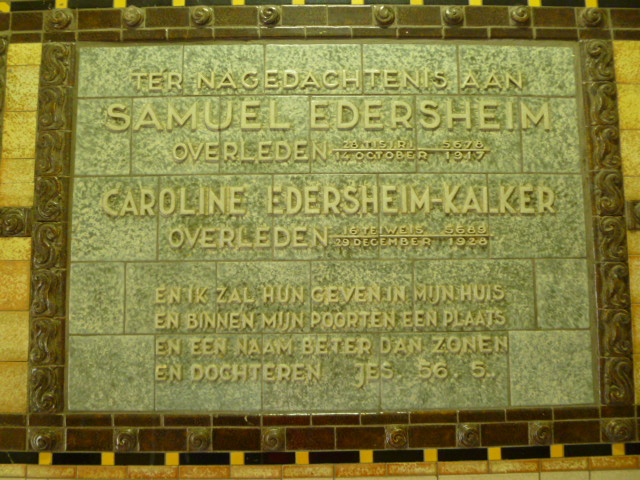
Tegeltableau ter nagedachtenis aan Samuel Edersheim en Carolina Edersheim-Kalker, die de bouw van het Joodse weeshuis aan de Pletterijstraat 66 mogelijk maakten

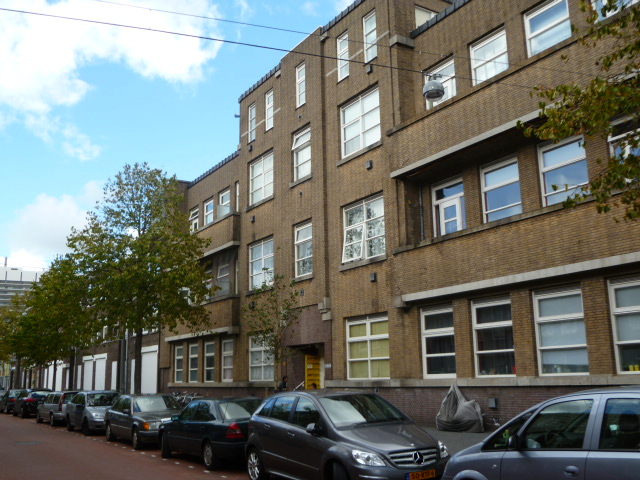
Pletterijstraat 66 voormalig Joods weeshuis
(1932-1943)

Het grote Edersheim-legaat maakte ook de nieuwbouw van een weeshuis mogelijk. Speciaal voor de opvang en zorg van weeskinderen ontwierpen de architecten L. Simons (1869-1936) en Th.W.M. van Braningen (1880-1962) van het architectenbureau Simons en Van Braningen in de Pletterijstraat 66 het nieuwe gebouw. In de hal van het weeshuis kwam een tegeltableau met de tekst: ‘ Ter nagedachtenis aan Samuel Edersheim overleden 28 tisjri 5678/14 October 1917 en Caroline Edersheinm-van Kalker overleden 18 Teiweis 5689/29 December 1928 = En ik zal hun geven in mijn huis en binnen mijn poorten een plaats en een naam beter dan zonen en dochteren Jes. 56:5’. Hans Samuel Edersheim, kleinzoon van het echtpaar Edersheim-van Kalker onthulde op 23 augustus 1931 het tegeltableau.
In 1932 verhuisden de weeskinderen van de Raamstraat naar de Pletterijstraat. Op 4 mei 1932 vond de officiële opening plaats.
Alle weeskinderen die basisonderwijs genoten bezochten de nieuwe openbare lagere school aan de Bezemstraat. In deze school was Joods onderwijs opgenomen in het gewone lesprogramma.
In 1933, direct nadat Adolf Hitler in Duitsland aan de macht was gekomen, ontving het weeshuisbestuur het verzoek van het Comité voor Joodse Vluchtelingen in Nederland en vanuit Duitsland van het weeshuis in Frankfurt am Main of er behalve wezen ook Duits-Joodse vluchtelingenkinderen in het Haagse weeshuis konden worden opgenomen. Op dit verzoek werd positief gereageerd en reeds in datzelfde jaar arriveerden de eerste uit Duitsland gevluchte Joodse kinderen. Na 1933 kwamen regelmatig Duitse en na 1938 ook Oostenrijkse vluchtelingenkinderen in het Joodse weeshuis terecht. Sommige wezen vertrokken vóór de oorlog naar Palestina. Om de vele Duitse kinderen te kunnen opvangen werd de zolder van het weeshuisgebouw aan de Pletterijstraat bewoonbaar gemaakt. Een groot deel van deze kinderen werd ook bij particulieren ondergebracht.
Na het begin van de Tweede Wereldoorlog moest de leiding onder moeilijke omstandigheden het weeshuis draaiende moest houden. De maatregelen van de Duitse bezetter tegen de Joden werden steeds feller.
Op 8 september 1940 waren de Duitse vluchtelingenkinderen die ouder waren dan 15 jaar gedwongen het weeshuis te verlaten. Zij mochten van de Duitse bezetter niet in het kustgebied wonen. De kinderen vertrokken onder meer naar het Centraal Israëlitisch Weeshuis in Utrecht.

## 5 maart 1943 Einde van het Joodse weeshuis
In de late avond van vrijdag 5 maart 1943, op de sjabbat, deden de Duitse autoriteiten een inval in het weeshuis. Directeur Ullmann, zijn echtgenote, hun kinderen en alle andere aanwezige kinderen en personeelsleden werden op hardhandige wijze uit het weeshuis gehaald en gedwongen in te stappen in klaarstaande vrachtwagens. Via Station Staatsspoor (het huidige Centraal Station) zijn ze op transport gezet naar Westerbork. De meeste kinderen en volwassenen zijn op 10 maart 1943 verder gestuurd naar het vernietigingskamp Sobibór, waar ze op 13 maart 1943 zijn omgebracht.

## Na de oorlog - Vereniging en stichting Israëlietisch Weeshuis
Na de Tweede Wereldoorlog is het Joodse weeshuis niet meer heropend. In de hal van het gebouw aan de Pletterijstraat 66 kwam in 1955 een metalen plaquette, waar de deportatie van de bewoners van het weeshuis in 1943 jaarlijks herdacht werd.
Het oude tegeltableau in de hal van het weeshuis met de namen van Samuel Edersheim en Elise Edersheim-van Kalker was door de Duitse bezetter na de deportatie van de bewoners van het weeshuis verwijderd. In mei 1955 is een nieuw tableau - met een identieke tekst als op het oude - tezamen met de gedenksteen onthuld. Dit tegeltableau bevindt zich nog steeds in de hal van het gebouw. De metalen plaquette bevindt zich sinds eind jaren zeventig bij het Joods Historisch Museum in Amsterdam.
Sinds 1987 zijn in het voormalige Joodse weeshuis 22 HAT-eenheden (woningen voor een- of tweepersoonshuishoudens) gevestigd.
De Vereniging Israëlietisch Weeshuis wijzigde in 1978 de statuten. Met het vermogen van het voormalige weeshuis steunt de vereniging (sinds 2000 stichting) sociale projecten voor vooral Joodse kinderen in Nederland en het buitenland.

## 2003 Weeshuisarchief keert terug uit Rusland
Nadat in 1943 de meeste Joden Den Haag hadden verlaten of waren ondergedoken, nam de Duitse bezetter de archieven van de Haagse Joodse instellingen in beslag, waaronder het archief van het Israëlitische Weeshuis 'Hulp voor Weezen'.
Vele in Europa geroofde archieven kwamen in Berlijn in handen van het zogenaamde Amt VII van de Reichssicherheitshauptamt (RSHA), dat materiaal over politieke opponenten van het Duitse rijk verzamelde. Ook andere Duitse instanties roofden archieven, zoals de Einsatzstab Rosenberg, ten behoeve van het Institut zur Erforschung der Judenfrage en het Referat Internationale Organisationen van Rijkscommissaris Seyss-Inquart.
De zware bombardementen van Berlijn door de geallieerden deed het RSHA in 1944 besluiten de archieven buiten Berlijn op te slaan. De documenten werden verplaatst naar opslagplaatsen in Silezië (thans Zuid-Polen) en Sudetenland (thans Noord-Tsjechië). Het archief van het Joodse weeshuis in Den Haag kwam in mei 1944 terecht in het Silezische slot Wölfelsdorf (thans Wilkanów). De archieven in Silezië werden aan het einde van de Tweede Wereldoorlog ontdekt door de Sovjettroepen en in september en oktober 1945 in tientallen wagons als krijgsbuit naar Moskou gevoerd. Zelf noemden de Russen de uit Duitsland meegenomen archieven hun 'trofeeënarchief'.
Het archief van het Joodse weeshuis werd in Moskou ondergebracht in het zogenaamde Osobyj archiv (speciaal archief) in Moskou. Deze bijzondere archiefbewaarplaats bleek de opslagplaats voor talrijke archiefbestanden die door het Rode Leger aan het einde van de Tweede Wereldoorlog in beslag waren genomen in Duitsland tijdens hun strijd tegen de Nazi's.
Het bestaan van de 'oorlogsbuit'-archieven werd voor de eerste maal onthuld in februari 1990 in de Russische krant Izvestiia. De Amerikaanse onderzoekster Patricia Grimsted Kennedy van de Harvard-universiteit vroeg vervolgens in diverse publicaties wereldwijde aandacht voor het Russische 'trofeeënarchief'. Het archief kreeg ook aandacht van Nederlandse onderzoekers. In 2000 kon de Nederlandse Algemeen Rijksarchivaris prof.dr. Eric Ketelaar met bijstand van andere personen het materiaal selecteren.

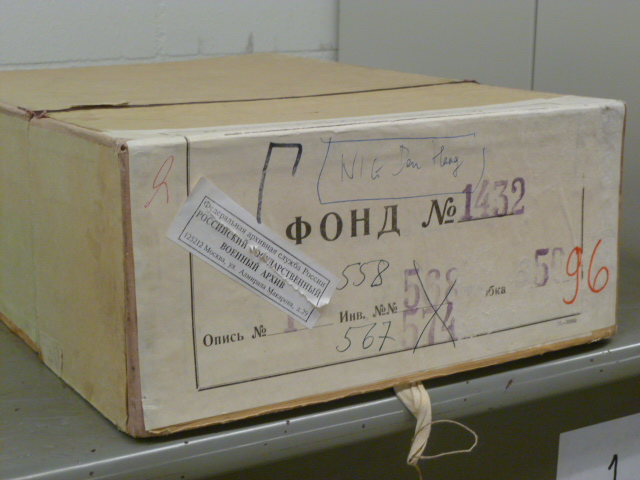
Archiefdoos die in 2003 uit Moskou terugkeerde naar Den Haag met archiefdocumenten die in de Tweede Wereldoorlog door de nazi's waren gestolen van de Nederlands-Israëlitische Gemeente en het bestuur van het Joodse weeshuis

Het Russische staatsbezoek van koningin Beatrix aan de Russische president Vladimir Poetin zou uiteindelijk de overdracht bespoedigen. In juni 2001 ontving de Russische president de Nederlandse vorstin op het Kremlin en zegde toe dat er op korte termijn tientallen archieven terug zouden worden gegeven. De eerst archieven keerden ook daadwerkelijk reeds terug in 2002.
Op 16 december 2002 tekende president Poetin een decreet waardoor ook het zogenaamde fonds 1432 (de Joodse archieven, de benaming die in het Osobyj archiv aan deze archieven is gegeven) met de vele uit Den Haag afkomstige dossiers, waaronder een deel van het archief van Haagse Joodse weeshuis, na afwezigheid van zestig jaren in Den Haag konden terugkeren.
Op 8 december 2003 droegen de Nederlands-Israëlitische Gemeente en de stichting Israëlietisch Weeshuis onder grote media-aandacht hun uit Rusland teruggekeerde archieven over aan het Haags Gemeentearchief.

## Directie van het Joodse weeshuis in Den Haag (1849-1943)
| Jaren                   | Namen                                                   |
| ----------------------- | ------------------------------------------------------- |
| 1849-1871               | Eliazer Oppenheim en Vrouwtje de Hartog                 |
| 1871-1875               | Saloman Nias en Saartje Isaac Stijsel                   |
| 1875-1876               | Salomon Abraham van den Arend en Petronella Jacoba Weyl |
| 1876-1880               | Joseph Salomons en Rebekka de Jong                      |
| 1897-1913               | Mozes Redlich en Leentje Graveur                        |
| 1913-1920               | Georg Hen en Serlina de Pauw                            |
| 1920 (mei tot augustus) | Mozes Redlich en Leentje Graveur                        |
| 1920-1943               | Heinrich Ullmann en Zippora Abrahams                    |